# Simon Burgess
Simon Burgess, född den 11 september 1967 i Franklin, Tasmanien, är en australisk roddare.
Han tog OS-silver i lättvikts-fyra utan styrman i samband med de olympiska roddtävlingarna 2004 i Aten.